# Sankt Olofs kyrka, Sankt Olof
Sankt Olofs kyrka är en kyrkobyggnad i Sankt Olof på Österlen. Den är församlingskyrka i Simrishamns församling i Lunds stift.
Kyrkan är en populär vallfartskyrka bland olika kristna samfund. Anledningen till detta är den gamla Olofskulten och att offerplatsen Sankt Olofs källa ligger i Sankt Olof. Byn hade namnet Lunkende by men eftersom kyrkan var Danmarks största Olofhelgedom glömdes till slut ortnamnet bort och hela byn fick kyrkans namn. Så kommer det sig att en by på Österlen bär den norske helgonkungen Olofs namn. 

## Kyrkobyggnaden
Ursprungligen byggdes kyrkan under tidig medeltid. Långhuset med två skepp byggdes under 1400-talet, kanske på grund av ökad tillströmning av pilgrimer. Under 1870-talet restaurerades kyrkan under Helgo Zettervalls ledning. 

## Inventarier
Förr ska det ha funnits nio altare i kyrkan. Numera finns fem av helgonbilderna bevarade.

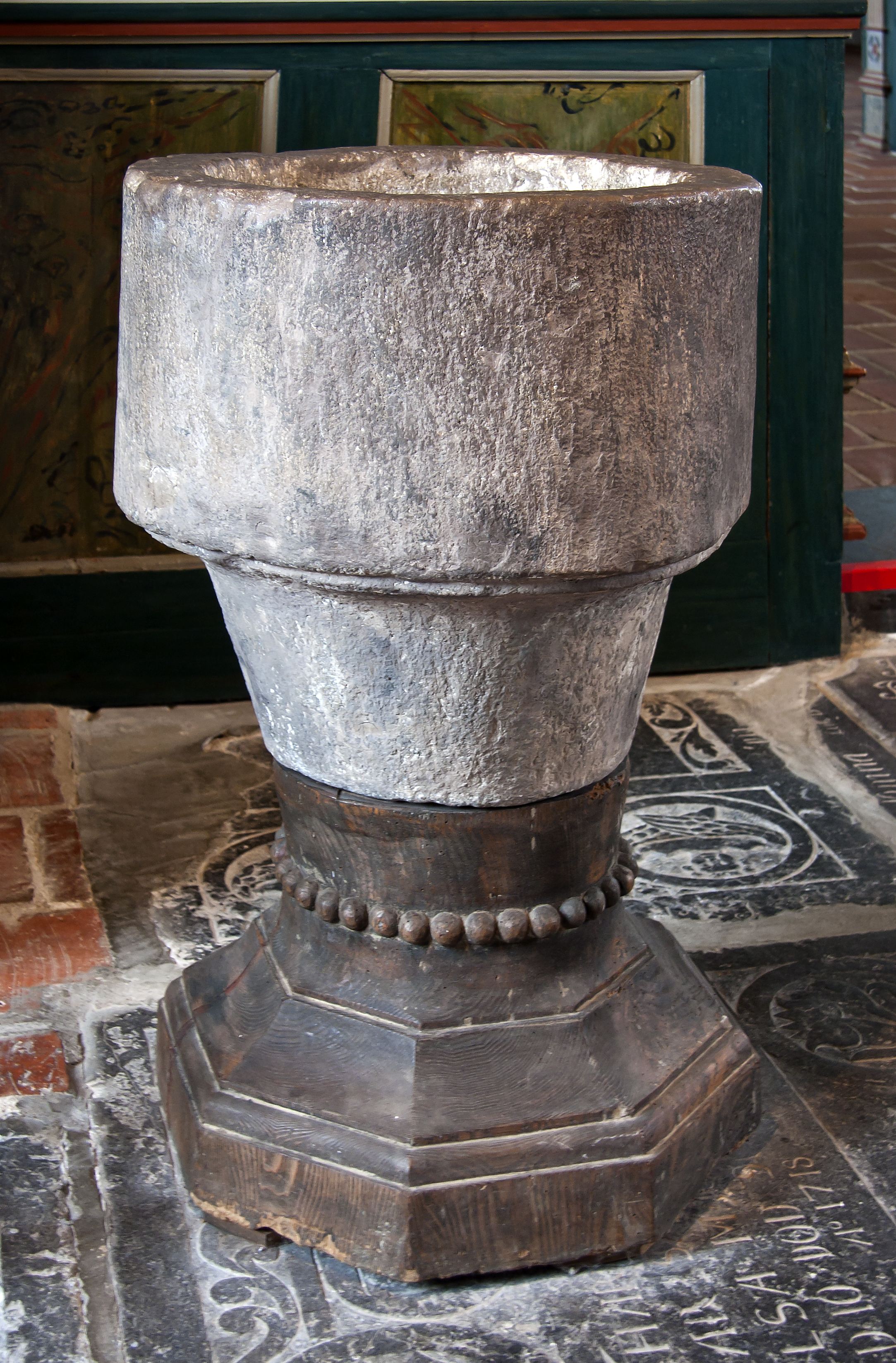
Dopfunten.
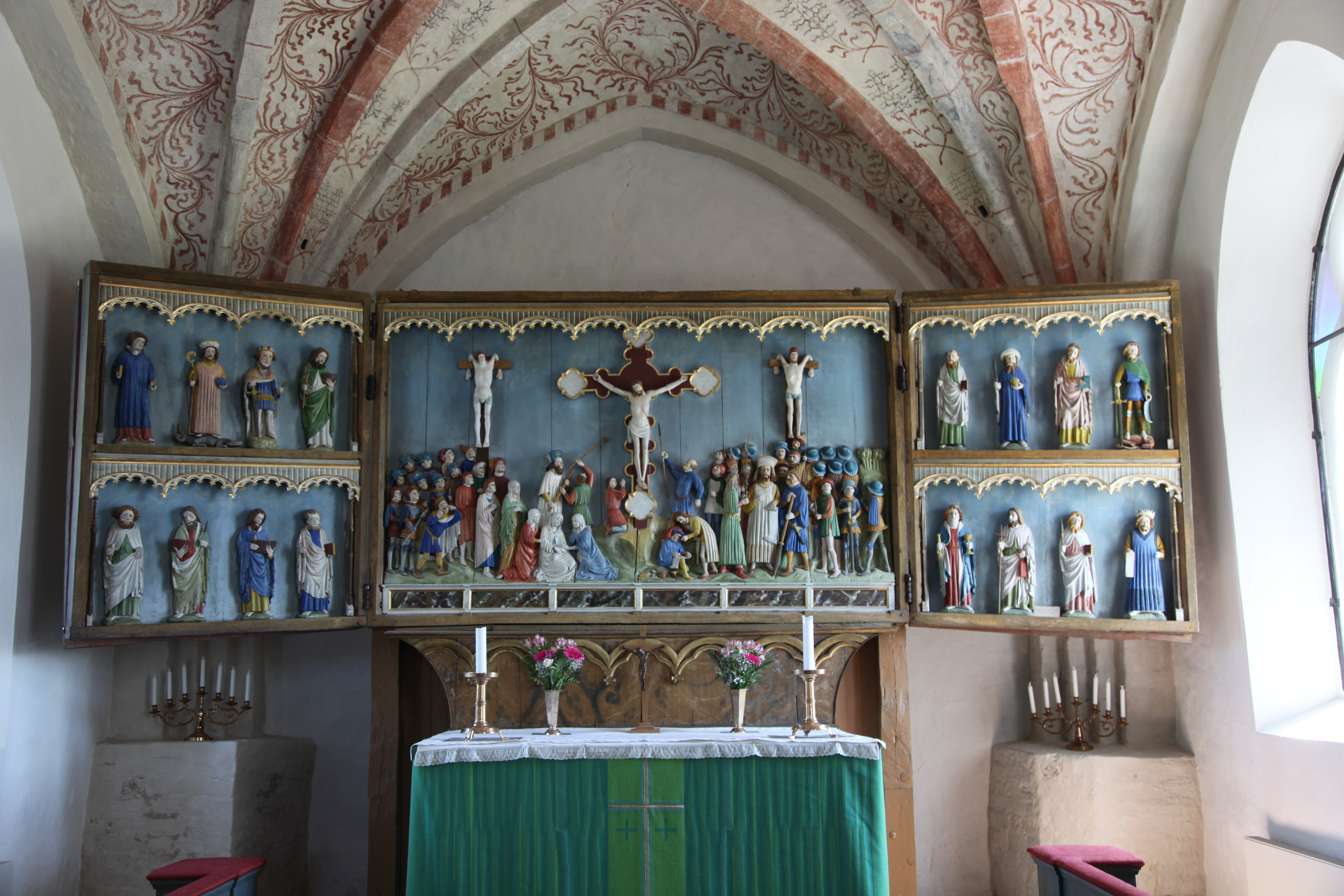
Triptyk i koret.
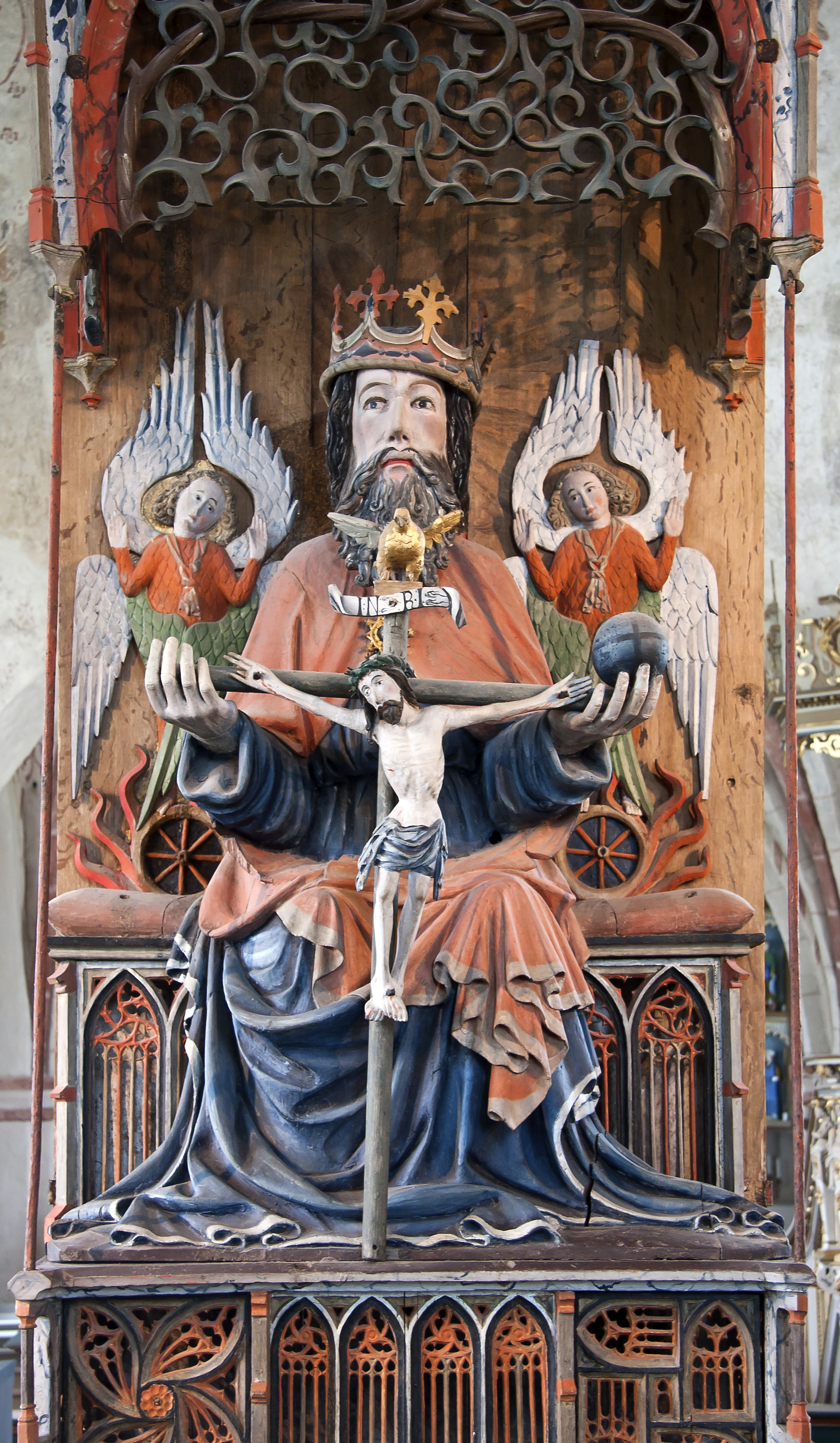
Skulptur av treenigheten.
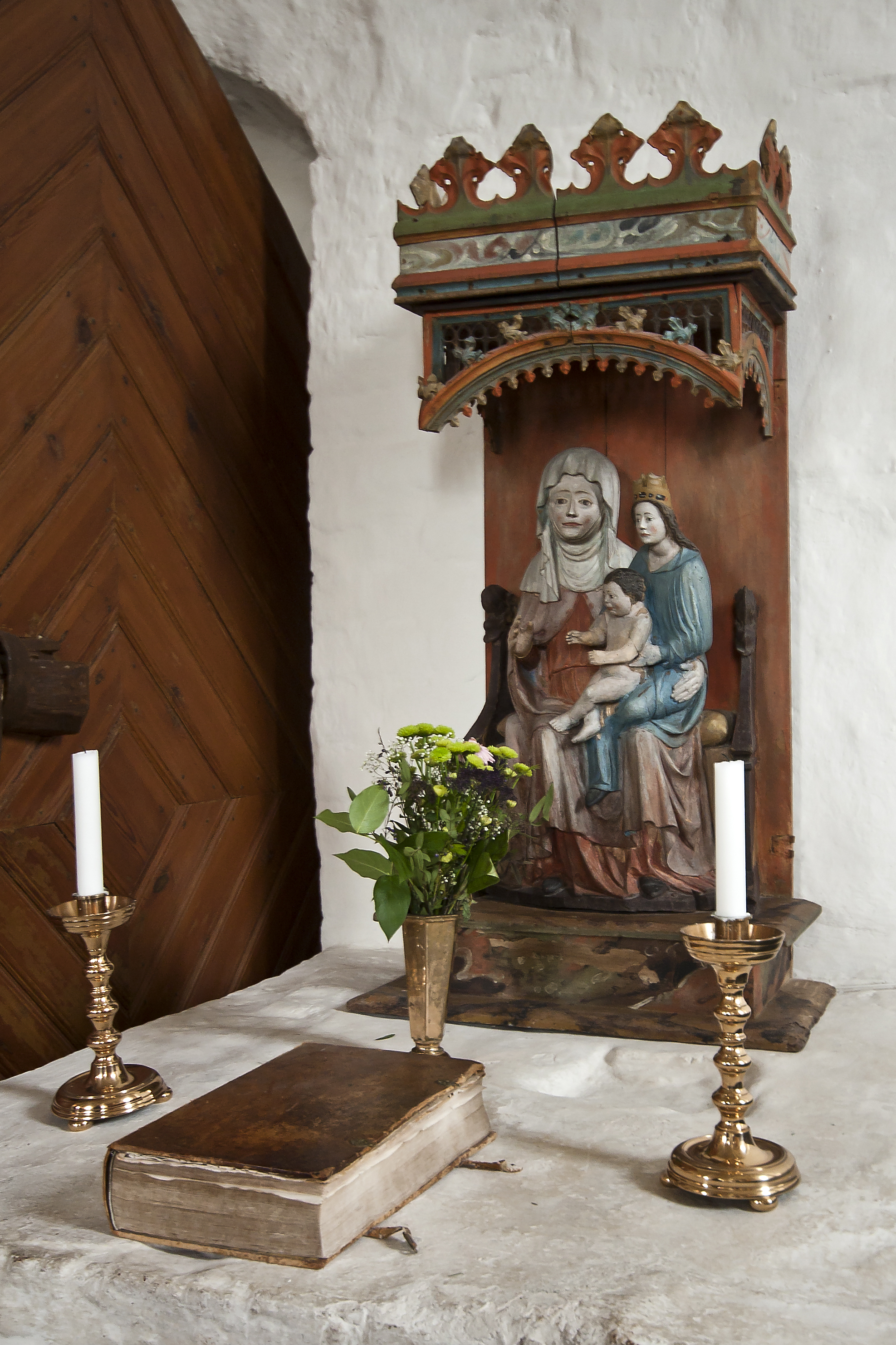
Altare till Sankta Anna.
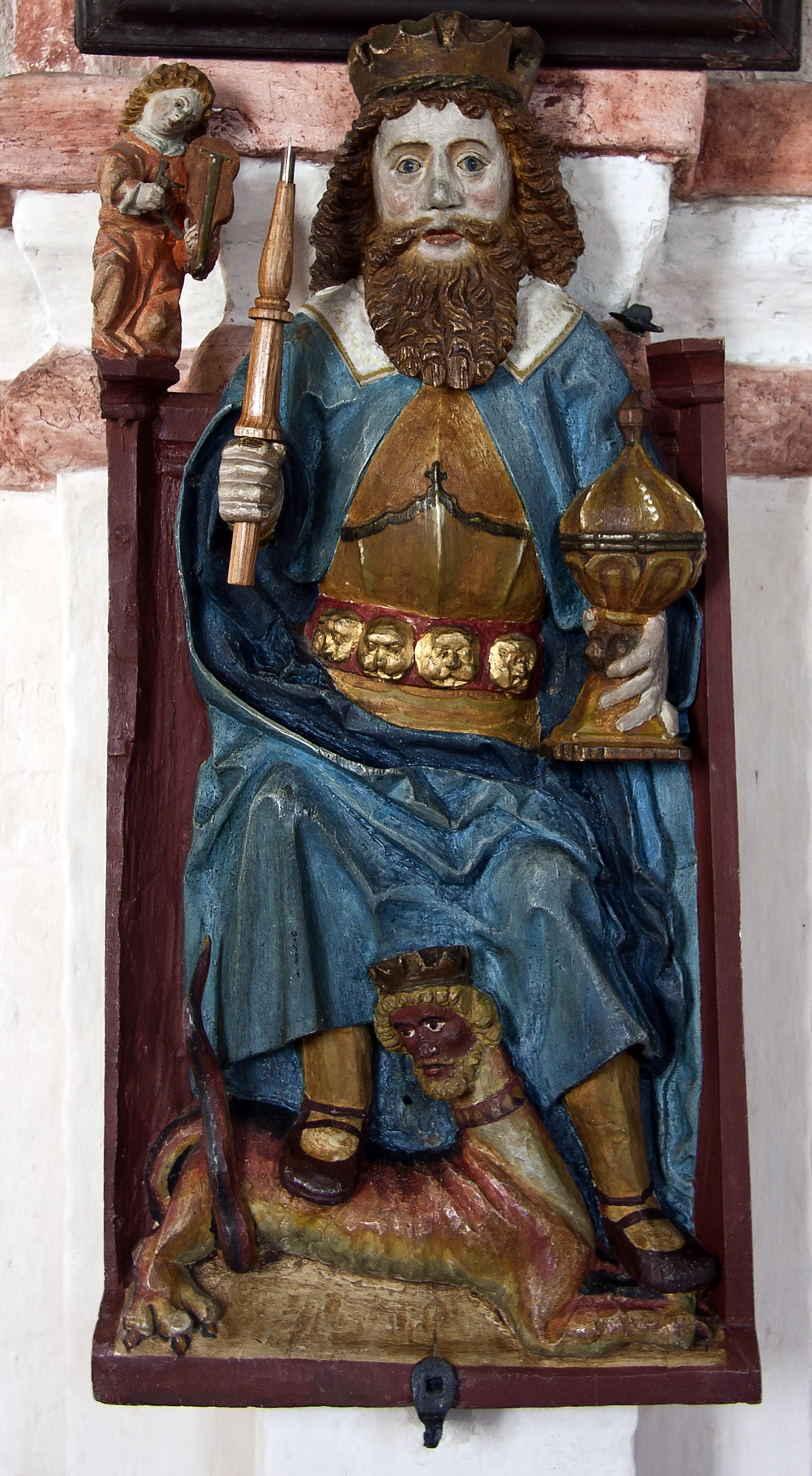
Sankt Olof.

### Orgel
- 1893 byggde Carl Elfström, Ljungby en orgel med 12 stämmor.
- Den nuvarande orgeln byggdes 1970 av A. Mårtenssons Orgelfabrik AB, Lund och är en mekanisk orgel. Orgeln har en ny fasad.

| Huvudverk I     | Bröstverk II  | Pedal         | Koppel |
| Principal 8'    | Rörflöjt 8´   | Subbas 16´    | I/P    |
| Gedackt 8'      | Principal 4'  | Principal 8'  | II/P   |
| Oktava 4'       | Kvintadena 4' | Gedackt 8'    | II/I   |
| Flöjt 4'        | Waldflöjt 2'  | Nachthorn 4'  |        |
| Kvinta 2 2/3'   | Scharf 2 chor | Kvintadena 2' |        |
| Oktava 2'       | Krumhorn 8'   | Fagott 16'    |        |
| Mixtur 4-5 chor | Tremulant     |               |        |
| Trumpet 8'      |               |               |        |